# Mikołaj Krzysztof Radziwiłł (1549-1616)
Mikołaj Krzysztof Radziwiłł, soprannominato "l'orfano" (in lituano: Mikalojus Kristupas Radvila Našlaitėlis; Ćmielów, 2 agosto 1549 – Nesvizh, 28 febbraio 1616), è stato un nobile polacco.

## Biografia
Era il figlio di Mikołaj Krzysztof Radziwiłł, e di sua moglie, Elžbeta Szydłowiecka, figlia del grande cancelliere della corona e governatore di Cracovia, Krzysztof Szydłowiecki. Fu soprannominato "l'orfano", nella sua infanzia, dal re polacco Sigismondo II Augusto.

## Carriera
Studiò presso il ginnasio protestante fondato da suo padre. Nel luglio del 1563 fu mandato a studiare all'estero. Dopo aver visitato diverse città tedesche, ad agosto arrivò a Strasburgo e ha iniziato a studiare in una scuola protestante locale. Nel 1564 lasciò la città a causa dello scoppio dell'epidemia e si trasferì all'Università di Tubinga su invito del duca di Württemberg. Parallelamente ai suoi studi, Mikołaj eseguì le istruzioni del padre: gli mandava informazioni sulle dispute religiose in Europa occidentale, visitò il riformatore svizzero Heinrich Bullinger e sparse informazioni sulla guerra di Livonia in Germania. Fu ammesso ai Cavalieri dell'Ordine Maltese.
Dopo aver ricevuto notizie sulla morte di suo padre, tornò nel Granducato di Lituania.
Ha preso parte alla guerra di Livonia contro i moscoviti. Nel 1573 fu membro di una missione diplomatica in Francia per il futuro re di Polonia, Enrico III di Francia.
A differenza di molti altri membri della famiglia Radziwiłł, ha cercato di stare lontano dalla politica, in particolare dalla politica dei clan dinastici di alcuni altri Radziwiłł come Janusz Radziwiłł; sostenne anche le forze fedeli al re e alla confederazione polacco-lituana durante la Ribellione Zebrzydowski. Tentò di convincere i confederati ad arrendersi senza inutili spargimenti di sangue.
Mikołaj divenne famoso per un vivido resoconto del suo intenso pellegrinaggio in Terra santa pubblicato in latino nel 1601 e in seguito tradotto in polacco. 
Mentre era a Roma, incontrò Piotr Skarga e Stanislaus Hosius, che lo convinsero a convertirsi dal calvinismo al cattolicesimo, come in seguito fecero gli altri suoi fratelli, molti su sua insistenza. Era anche conosciuto per le sue sponsorizzazioni culturali e di beneficenza. Fu il fondatore di molti chiostri, ospedali e chiese. Una delle cappelle della chiesa dei Gesuiti a Nesviz, sarebbe diventata il mausoleo della famiglia. A Nieśwież, fece costruire anche un castello fortificato. Era un mecenate di artisti e scienziati; per esempio ha sostenuto le opere di cartografi come Tomasz Makowski.

## Matrimonio
Sposò, il 24 novembre 1584, la Principessa Elżbieta Eufemia Wiśniowiecka (1569-1596), figlia del principe Andrei Wiśniowiecki. Ebbero nove figli:
- Elżbieta Radziwiłł (1585-1618)
- Jan Jerzy Radziwiłł (1588-1625)
- Albrycht Władysław Radziwiłł (1589-1636)
- Krzysztof Nikolay Radziwiłł
- Nikolay Radziwiłł
- Zygmunt Karol Radziwiłł (1591-1642)
- Katarzyna Radziwiłł (1593-1600)
- Christina Radziwiłł (1593-1599)
- Aleksander Ludwik Radziwiłł (1594-1654)